# Радзивилл, Юрий (кардинал)
Ю́рий Радзиви́лл (пол. Jerzy Radziwiłł, бел. Юры Радзівіл; 31 мая 1556, Лукишки близ Вильны — 21 января 1600, Рим) — князь, вельможа Великого княжества Литовского, государственный и церковный деятель Речи Посполитой, епископ Виленский, епископ Краковский, кардинал-священник с титулом церкви Сан-Систо.

## Биография
Сын воеводы виленского князя Николая Христофора Радзивилла «Чёрного», покровителя кальвинизма в Речи Посполитой и Эльжбеты Шидловецкой. Обучался в кальвинистских школах в Вильне и Несвиже. Был придворным короля Сигизмунда II Августа.
В 1571—1573 годах учился в Лейпциге. Вместе с братом Николаем Христофором Радзивиллом «Сироткой» участвовал в делегации, отправленной во Францию к избранному королём Генриху Валуа.
В 1574 году в присутствии известного иезуитского проповедника Петра Скарги принял католицизм. Завершал богословское образование в Риме, жил в Италии и Испании.
С 17 декабря 1574 года — коадъютор епископа Виленского.
В 1579—1583 годах епископ Виленский, в 1583—1586 годах наместник Стефана Батория в Инфлянтах (Задвинском герцогстве).
В 1584 году получил звание кардинала (первый кардинал в Литве).
С 1591 года — епископ Краковский. Принимал участие в различных дипломатических миссиях. Участвовал в конклавах, на которых были избраны папами римскими Иннокентий IX (1591) и Климент VIII (1592). Участвовал в подготовке Брестской унии.
Умер в Риме, куда был приглашён для участия в юбилее 1600 года. Похоронен в церкви Иль-Джезу.

## Труды
Автор написанных на латыни дневника поездки по Италии 1575 года (опубликован в 1935 году под названием „Dziennik podróży do Włoch w 1575 roku“) и воспоминаний о Ливонии (опубликованы в 1899 году).

## Память
В 1900 году в вавельском кафедральном соборе Святых Станислава и Вацлава был установлен памятник Юрию Радзивиллу (скульптор Пиюс Велёнский).